# Cyrtandropsis congesta
Cyrtandropsis congesta är en tvåhjärtbladig växtart som beskrevs av Rudolf Schlechter. Cyrtandropsis congesta ingår i släktet Cyrtandropsis och familjen Gesneriaceae. Inga underarter finns listade i Catalogue of Life.